# Guillaume Laurent Ferrus
Pour les articles homonymes, voir Ferrus.
Guillaume Ferrus est un homme politique français, né le 10 août 1753 à Briançon et mort le 3 juin 1815 dans la même ville.

## Biographie
La famille Ferrus est originaire de Savillan, en Italie, au XIVe siècle. Plusieurs branches de cette famille s'installèrent en France, notamment dans le Briançonnais, et donnèrent une lignée de médecins. Guillaume Laurent Ferrus compte Michèle Morgan parmi ses descendants.

## Carrière politique
Guillaume Ferrus a été député des Hautes-Alpes du 29 août 1791 au 20 septembre 1792. Il était alors maire de Briançon, depuis 1790, poste qu'il laissa à son suppléant, Jean Bonnot.